# Municipio de Richland (condado de LaSalle)
El municipio de Richland (en inglés: Richland Township) es un municipio ubicado en el condado de LaSalle en el estado estadounidense de Illinois. En el año 2010 tenía una población de 379 habitantes y una densidad poblacional de 6,03 personas por km².

## Geografía
El municipio de Richland se encuentra ubicado en las coordenadas 41°8′56″N 89°0′33″O / 41.14889, -89.00917. Según la Oficina del Censo de los Estados Unidos, el municipio tiene una superficie total de 62.86 km², de la cual 62,86 km² corresponden a tierra firme y (0 %) 0 km² es agua.

## Demografía
Según el censo de 2010, había 379 personas residiendo en el municipio de Richland. La densidad de población era de 6,03 hab./km². De los 379 habitantes, el municipio de Richland estaba compuesto por el 96,04 % blancos, el 0,26 % eran afroamericanos, el 2,64 % eran de otras razas y el 1,06 % eran de una mezcla de razas. Del total de la población el 3,69 % eran hispanos o latinos de cualquier raza.